# 旭化成グループ
旭化成グループ（あさひかせいグループ）は、化学、繊維、住宅、建材、エレクトロニクス、医薬品、医療等の多種多様な事業を行う。
日本の大手総合化学メーカーである。

## 事業会社
マテリアル領域
- 旭化成株式会社（事業機能）- 繊維、石油化学、高機能ポリマー、高機能マテリアルズ、消費財、セパレーター
- 旭化成エレクトロニクス株式会社 - 電子部品

住宅領域
- 旭化成ホームズ株式会社 - 住宅
- 旭化成建材株式会社 - 建材

ヘルスケア領域
- 旭化成ファーマ株式会社 - 医薬品
- 旭化成メディカル株式会社 - 医療
- ゾール・メディカル - クリィカルケア（子会社の米国の救急救命医療機器メーカー　ZOOL medical）
- ベロキシス - （子会社の米国製薬会社）

## 関連会社
ケミカル事業関係
- 旭エスケービー株式会社
- 旭化成エポキシ株式会社
- 旭化成テクノプラス株式会社
- 旭化成パックス株式会社
- 旭化成ファインケム株式会社
- 旭化成ホームプロダクツ株式会社 - 「サランラップ」「ジップロック」「クックパー」「フロッシュ」などを発売。
- 旭化成メタルズ株式会社
- 旭化成ワッカーシリコン株式会社
- PSジャパン株式会社 - 出光興産との共同出資。出資比率は旭化成62.07%、出光興産37.93%。
- カヤク・ジャパン株式会社 - 日本化薬との折半出資。
- サンデルタ株式会社 - 長瀬産業との折半出資。
- 日本エラストマー株式会社
- 三菱ケミカル旭化成エチレン株式会社

繊維事業関係
- 旭・デュポンフラッシュスパンプロダクツ株式会社

その他関連事業
- 旭化成アドバンス株式会社
- 旭化成アビリティ株式会社
- 旭化成アミダス株式会社
- 旭化成エンジニアリング株式会社
- 旭化成ネットワークス株式会社
- 旭リサーチセンター株式会社
- 旭有機材株式会社
- 旭化成海外法人（米国、中国、欧州諸国など多数）

## グループ関連会社
旭化成ホームズ関係
- 旭化成住工株式会社
- 旭化成不動産レジデンス株式会社
- 旭化成ホームズフィナンシャル株式会社
- 旭化成リフォーム株式会社

旭化成建材関係
- 旭化成エレステック株式会社
- 旭化成基礎システム株式会社

旭化成エレクトロニクス関係
- 旭化成テクノシステム株式会社
- 旭化成マイクロテクノロジー株式会社
- 旭化成電子株式会社
- 旭化成マイクロシステム株式会社
- AKMテクノロジ株式会社

旭化成メディカル関係
- 株式会社メテク

ゾールメディカル関係
- 旭化成ゾールメディカル株式会社

## 旭化成海外法人
旭化成エレクトロニクス関係
- AKM Semiconductor Inc.（米国）
- AsahiKasei Microdevices Korea Corporation（韓国）
- Asahi Kasei Microdevices Europe GmbH（ドイツ）
- 旭化成電子科技股份有限公司（上海）
- 台湾旭化成科技股有限公司（台湾）

旭化成ホームズ関係
- Asahi Kasei Juko Vietnam Corporation（ベトナム)

旭化成ファーマ関係
- Asahi Kasei Pharma America Corporatiom（米国）
- 旭化成医薬科技有限公司（北京）

旭化成メディカル関係
- Asahi Kasei Bioprocess America, Inc.（米国）
- Asahi Kasei Medical Europe GmbH（ドイツ）
- N.V. Asahi Kasei Bioprocess Europe S.A.（ベルギー）
- 旭化成医療機器有限公司（杭州）

ゾールメディカル関係
- ZOLL Medical Canada, Inc.（カナダ）
- ZOLL San Jose（米国）
- ZOLL Pittsurgh（米国）
- ZOLL Broomfield（米国）
- ZOLL Medical Australia, Pty. Ltd.（オーストラリア）
- ZOLL Medical Deutschland GmbH（ドイツ）
- ZOLL International Holdings（オランダ）
- ZOLL Medical Italia srl（イタリア)
- ZOLL Medical France SNC (フランス)
- ZOLL Medical (U.K.) Ltd. (イギリス)